# 藤田Ryan
藤田Ryan（藤田雷恩,藤田 ライアン,ふじた らいあん、 舊名Ryan( ライアン)、1995年9月6日—）,童星。屬於ジョビィキッズプロダクション的一員。以「Ryan」這個名字出道。2006年恢復為本名。血型是B型。身高148公分。特技是鋼琴,溜冰,游泳。從2005年度開始在天才兒童MAX中擔任TV戰士。

## 天才兒童MAX
- 運動神經不錯,2006年度在紙飛機達陣賽作為イチカバチカ的成員,比去年活躍。
- 他的特色有膚色很白與高音的聲調等。
- 具有個子高與帶著稚氣的一面。
- 髮型很有特色。
- 與藤本七海一起演出的場景很多 。
- 憧憬de・Lencquesaing望。
- 英語的發音不錯(似乎擅長英語)。
- 可以持續發聲40秒以上。
- 擅長模仿雞。

## 主要作品
- 天才兒童MAX
- ディビジョン産隆大學應援團（富士電視台）
- 神はサイコロを振らない（日本電視台）

## 外部連結
- ジョビィキッズプロダクション （页面存档备份，存于）